# Mały Rynek w Kazimierzu Dolnym
Mały Rynek w Kazimierzu Dolnym (dawniej: Plac Towarowski, Tył Rynku) – plac w centrum Kazimierza Dolnego, na południowy wschód od Rynku, połączony z nim ulicą Browarną.

## Historia
Plac od dawna pełnił funkcję targową, ale nazwa Mały Rynek nie była używana w księgach miejskich, ponieważ określenie Rynek przysługiwało placowi głównemu. Zlokalizowano tutaj jatki. W 1627 przy placu usytuowanych było 27 domów. W 1689 odnotowano istnienie domku drewnianego na tyłach niezlokalizowanej dotąd kamienicy Pawła Antoniego Radomskiego. W XVIII wieku plac otoczyły chaotycznie wzniesione, drewniane domy żydowskie. Istniała tu też drewniana synagoga ze szkołą żydowską, funkcjonował także browar. Drewniana zabudowa uległa częściowemu przerzedzeniu wskutek zniszczeń I wojny światowej, a ostatecznie została zniszczona w trakcie II wojny światowej. Nazwa Mały Rynek ustaliła się w okresie dwudziestolecia międzywojennego.

## Galeria

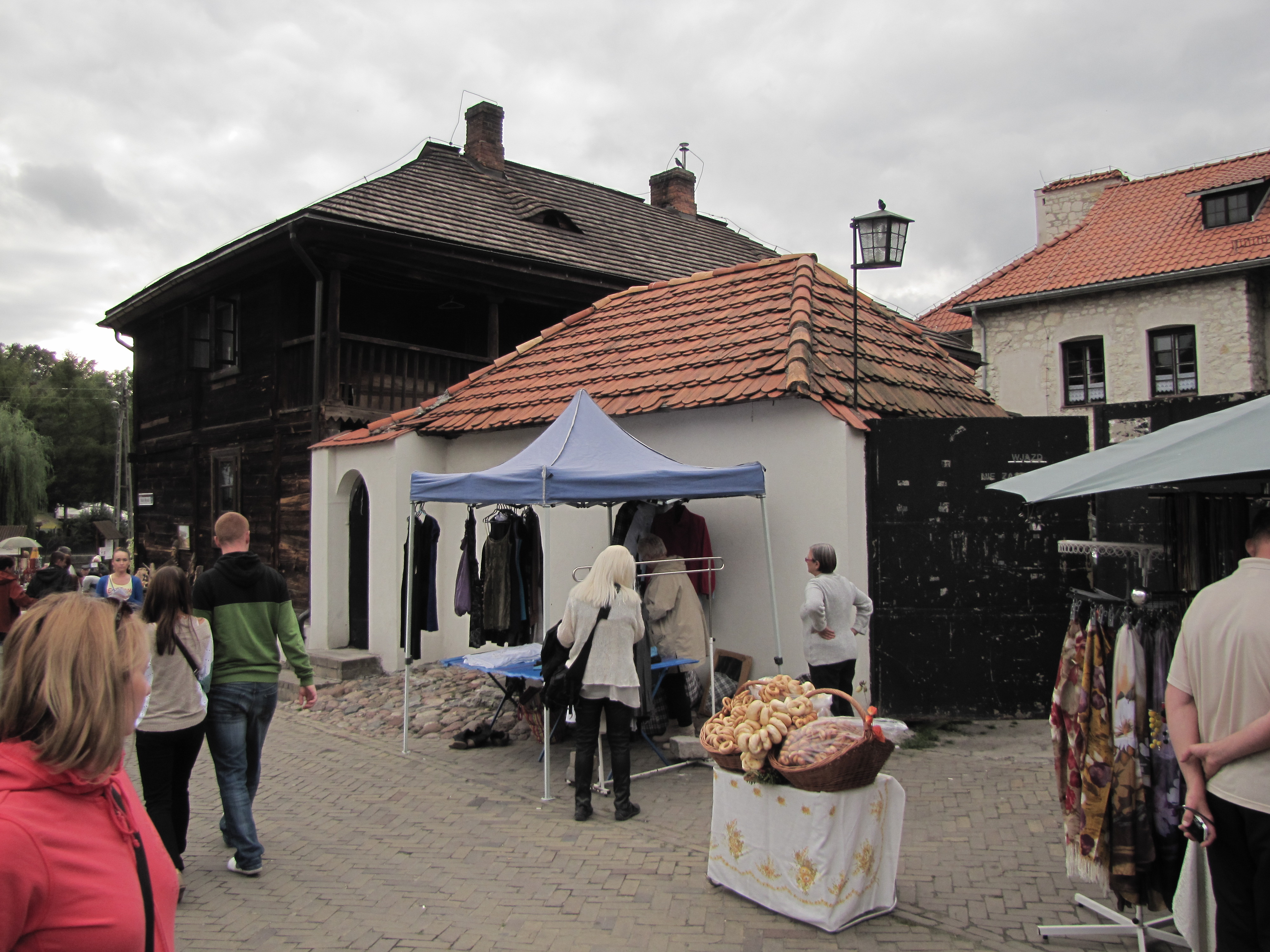
Tradycyjny handel lokalnymi produktami
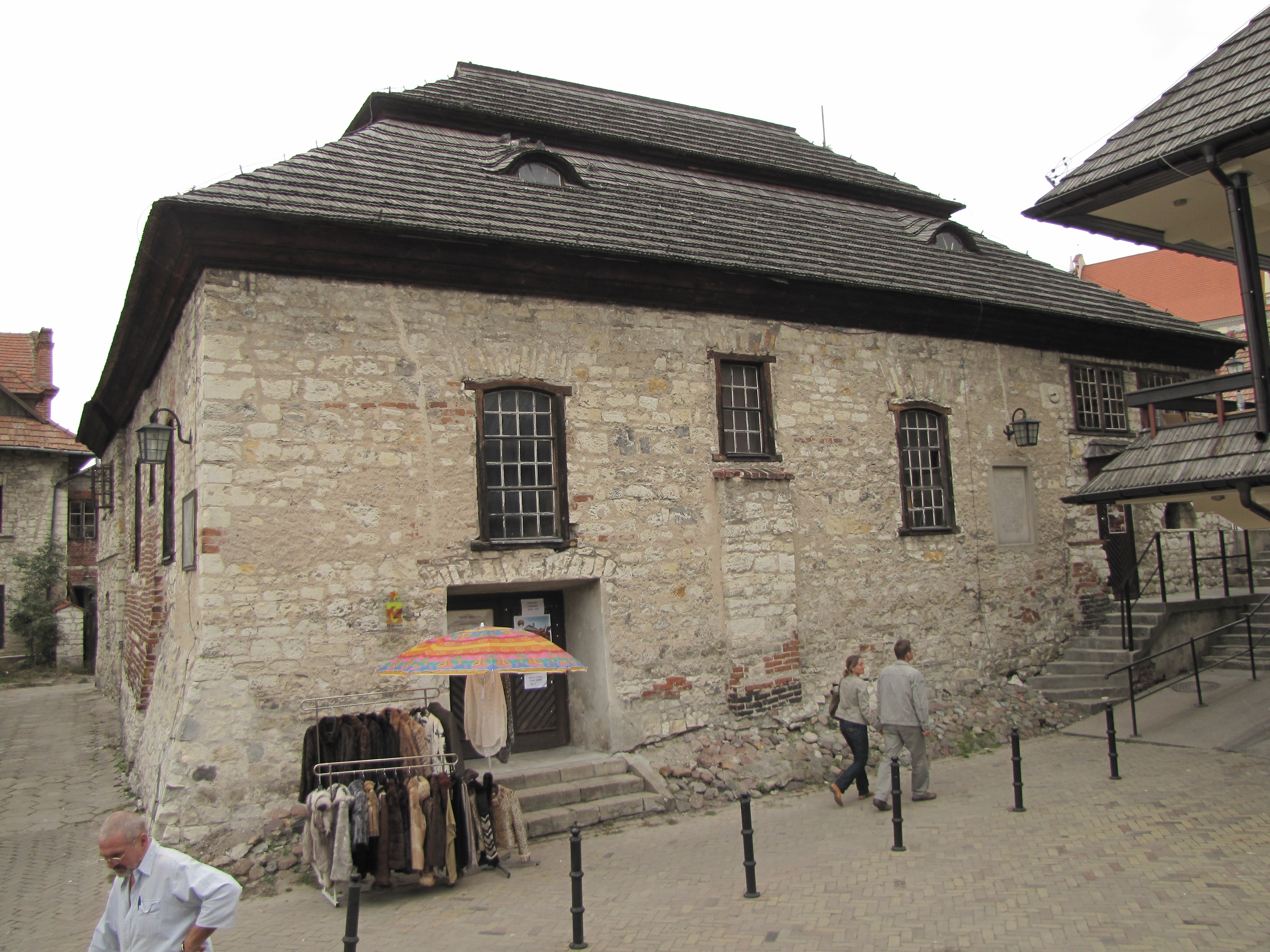
Synagoga w Kazimierzu Dolnym
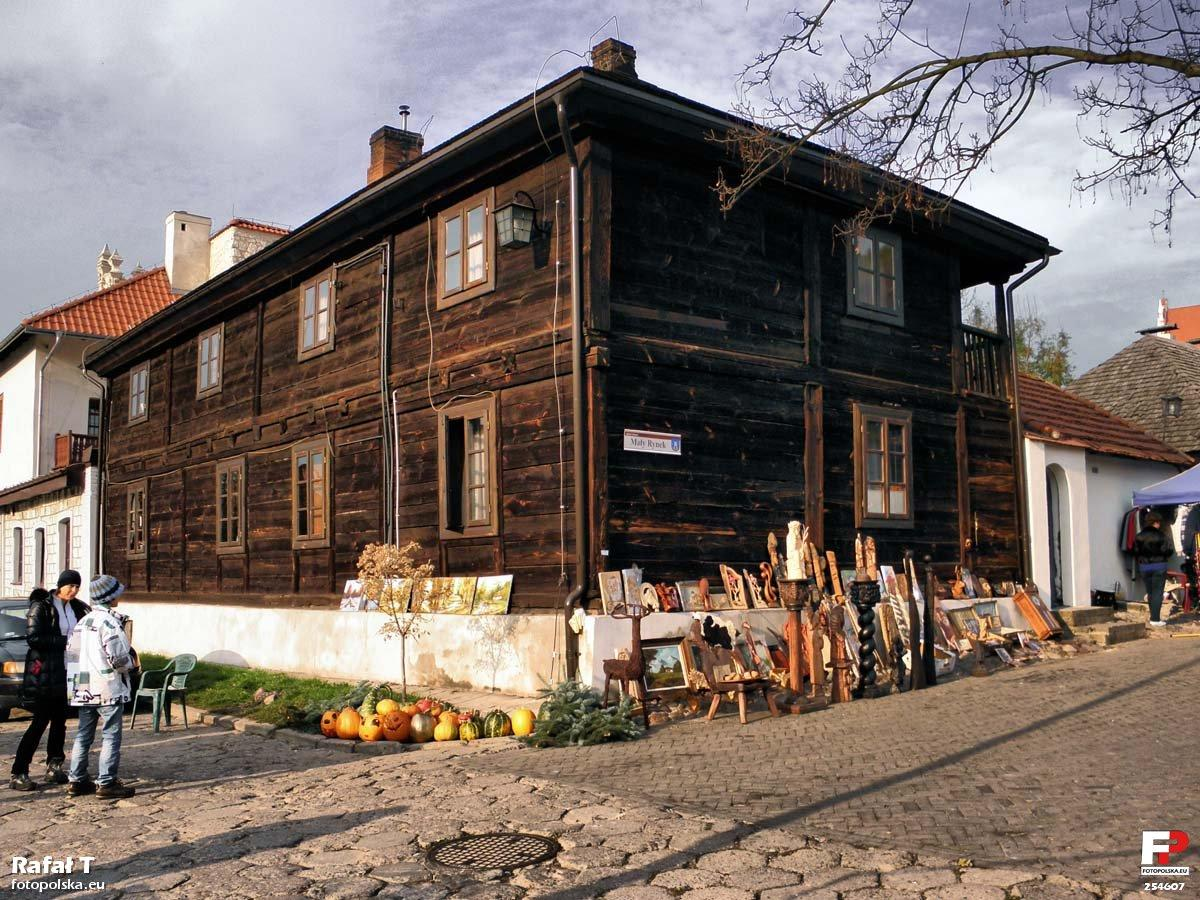
Kamienica nr 2–3